# Kalinga Kumarage
Kalinga Kumarage Hewa Kumarage (né le 25 septembre 1992 à Colombo) est un athlète srilankais, spécialiste du 400 mètres.
Le 28 avril 2018, il porte son record sur 400 m à 46 s 08 dans sa ville natale. Après avoir battu ce record en séries, avec 45 s 99, il se qualifie pour la finale du 400 m lors des Jeux asiatiques de 2018 à Jakarta.
En 2023 il est le quatrième relayeur de l'équipe qui remporte le titre du relais 4 x 400 m des championnats d'Asie en 3 min 1 s 56, un nouveau record du Sri Lanka. Il remporte le 400 m des championnats du Sri Lanka en 45 s 07, son nouveau record personnel.

## Palmarès
| Date | Compétition         | Lieu         | Résultat | Épreuve         | Marque        |
| ---- | ------------------- | ------------ | -------- | --------------- | ------------- |
| 2017 | Championnats d'Asie | Bhubaneshwar | 2e       | 4 × 400 m       | 3 min 04 s 80 |
| 2023 | Championnats d'Asie | Bangkok      | 1er      | 4 × 400 m       | 3 min 1 s 56  |
| 2023 | Championnats d'Asie | Bangkok      | 2e       | 4 × 400 m mixte | 3 min 15 s 41 |
| 2023 | Jeux asiatiques     | Hangzhou     | 3e       | 4 × 400 m       | 3 min 02 s 55 |

## Records
| Épreuve | Temps   | Lieu     | Date            |
| ------- | ------- | -------- | --------------- |
| 400 m   | 45 s 07 | Diyagama | 29 juillet 2023 |